# Cryptochetidae
Cryptochetidae Brues & Melander, 1932, è una piccola famiglia di insetti dell'ordine dei Ditteri (Brachycera: Cyclorrhapha: Acalyptratae), comprendente poco più di 30 specie, ma ampiamente distribuita in tutto il mondo e rappresentata in tutte le regioni zoogeografiche. L'importanza di questi ditteri, seppur poco noti, si deve alla loro utilità: le larve sono infatti parassitoidi di cocciniglie della famiglia Margarodidae.

## Descrizione

### Adulto
Gli adulti hanno corpo di piccole dimensioni, di 2-4 mm di lunghezza, ma di forma compatta e di aspetto robusto. La livrea è di colore nero, lucente, oppure blu, con riflessi metallici. Fra i caratteri morfologici emergono la particolare conformazione delle antenne e l'assenza di setole lunghe, che si confondono con la diffusa pubescenza che ricopre gran parte del corpo.
Il capo è ampio, sviluppato sia in larghezza sia in altezza, con grandi occhi composti che occupano gran parte della faccia laterale. La fronte ha un profilo convesso, le gene sono molto strette rispetto allo sviluppo degli occhi. Gli ocelli, in numero di tre, sono portati su una placca di forma triangolare che si estende su quasi tutta la fronte, fino alla lunula. La chetotassi è ridotta: sono assenti setole lunghe e robuste, sostituite da numerose setole brevi e sottili. Assenti pure le vibrisse. Le antenne sono dirette verso il basso, parallele alla faccia e alloggiate in due depressioni (fovee) separate da una carena longitudinale mediana. Lo scapo e il pedicello sono brevi, il primo flagellomero è depresso e oblungo e raggiunge il margine inferiore della faccia. La caratteristica più evidente, inusuale fra i Ciclorrafi, è la scomparsa dell'arista, presente solo nel genere monotipico Librella e nel genere estinto Phanerochaetum: in Cryptochetum è invece sostituita da un breve processo sensorio a forma di dente, disposto sulla parte dorso-apicale del primo flagellomero. L'apparato boccale è poco sviluppato, con labbro inferiore breve e palpi mascellari brevi e ingrossati.
Il torace è robusto e dorsalmente convesso, con scutello piuttosto ampio. La chetotassi è caratterizzata dall'assenza di lunghe setole, in luogo delle quali è presente una diffusa pubescenza sullo scuto e setole brevi e robuste negli scleriti dorso-laterali e all'apice dello scutello. La maggior parte degli scleriti sternali e pleurali è glabra, con l'eccezione del mesoepisterno dorsale, pubescente come gli scleriti dorsali.

Schema della nervatura alare.
Fratture costali: hb: frattura omerale; sb: frattura subcostale.
Nervature longitudinali: C: costa; Sc: subcosta; R: radio; M: media; Cu: cubito.
Nervature trasversali: h: omerale; r-m: radio-mediale; dm-cu: medio-cubitale discale.
Cellule: br: 1ª basale; bm+dm: 2ª basale fusa con la discale; cup: cellula cup.

Le ali sono relativamente ampie e corte, con membrana ricoperta da una fine peluria, apice ottuso e lobo anale ampio e pronunciato. La costa si estende fino alla terminazione di R4+5 o della media e presenta entrambe le fratture, quella omerale e quella subcostale. La subcosta è debole ed evanescente nel tratto terminale. La radio è suddivisa nei tre rami R1, R2+3 e R4+5, terminanti rispettivamente entro la metà basale del margine costale, nella metà distale e in posizione subapicale o apicale. La media è indivisa e termina sul margine posteriore in posizione subapicale. La cubito è suddivisa nei due rami CuA1 e CuA2, il primo lungo e confluente sul margine posteriore, il secondo breve e confluente sull'anale. La vena A1, di norma più o meno sviluppata nella generalità degli Acalyptratae, nei Cryptochetidae è ridotta ad una piega della membrana e al suo posto si sviluppa la vena A2, che ha un percorso diritto e strettamente ravvicinato al margine anale dell'ala. Fra le nervature trasversali, manca la medio-cubitale basale (bm-cu) e la medio-cubitale discale, rispetto ad altri Acaliptrati, è posizionata piuttosto lontano dal margine dell'ala, più o meno a metà della lunghezza dell'ala. Fra le cellule, i caratteri più significativi sono la fusione della seconda basale con la cellula discale e la conformazione non bene delineata della cellula cup.
L'addome è breve ma ampio ed è composto da cinque uriti apparenti, per la fusione del primo e secondo tergite; gli sterniti sono piuttosto ridotti in entrambi i sessi, ad eccezione del sesto nel maschio e del quarto e del quinto nella femmina e gli uriti terminali del maschio sono simmetrici. La femmina è provvista di un ovopositore di sostituzione in grado di perforare: il settimo e ottavo urite sono allungati e in gran parte membranosi, ma il margine posteriore dello sternite è conformato in modo da formare una spina ricurva ventralmente.

### Stadi giovanili
La morfologia è nota in particolare per le specie Cryptochetum iceryae e Cryptochetum grandicorne e mettono in luce un marcato adattamento all'endoparassitoidismo, con particolare riferimento alla respirazione e all'alimentazione.
La larva di 1ª età ha una morfologia estremamente semplificata, con l'assenza completa della metameria, almeno nella prima fase di vita, l'assenza di un apparato boccale o la presenza di semplici rudimenti non funzionali, l'apparente assenza di organi sensoriali, l'assenza di spiracoli tracheali. Il tubo digerente, pur essendo presente, è interrotto. La parte caudale presenta, infine, due appendici tubulari che sono interpretate come tracheobranchie. Questi elementi fanno ritenere che l'assunzione delle sostanze nutritive e dell'ossigeno avvenga per diffusione, attraverso il tegumento.
La larva di 2ª età presenta una metameria, con l'evidente differenziazione dei segmenti toracici e addominali. In C. grandicorne, il tegumento presenta una fila trasversale di piccole spine sul terzo segmento toracico e quattro file in ogni segmento addominale; i processi caudali tubulari sono maggiormente sviluppati. L'apparato boccale è sviluppato e il tubo digerente è aperto anteriormente, ma è interrotto all'estremità posteriore. Il sistema tracheale interno è sviluppato, ma è apneustico per l'assenza degli stigmi.
La larva di 3ª età ha un corpo di profilo ovoidale, a maturità lungo 2–3 mm, con metameria evidente e con sviluppo di due processi caudali, in alcune specie notevolmente lunghi. L'apparato respiratorio è anfipneustico, ma la respirazione, nella prima fase di questo stadio, si svolge per diffusione cuticolare, a causa dell'assenza di connessione fra il sistema tracheale e gli spiracoli. In una seconda fase, la respirazione diventa invece autonoma grazie al funzionamento dei due processi caudali come sifoni respiratori, portati all'esterno del corpo dell'ospite. L'apparato boccale è sviluppato e il tubo digerente completo, provvisto anche dell'apertura anale e in grado di eliminare le deiezioni.
Il pupario è di forma ovoidale, più acuto all'estremità cefalica, ottuso e arrotondato nella parte caudale, di colore variabile dal bruno al nero. La metameria è evidente e posteriormente possono essere presenti i due processi caudali tubulari.

## Biologia
La biologia dei Cryptochetidae è conosciuta solo per alcune specie, ma le osservazioni mettono in evidenza che le larve di questa famiglia sono parassitoidi endofaghe associate alle cocciniglie della sottofamiglia Monophlebinae (Rhynchota: Margarodidae). Le femmine introducono le uova nella cavità emocelica dell'ospite sfruttando il loro ovopositore perforante. In genere vengono rilasciate più uova per ogni ospite, ma il numero di larve che si possono sviluppare varia secondo la specie: ad esempio, in C. grandicorne si sviluppa una sola larva malgrado vengano introdotte più uova, mentre in altri Cryptochetidae si verifica il superparassitismo, con lo sviluppo di un numero variabile di più larve gregarie a spese dello stesso ospite, anche fino a 15-17.
L'etologia delle larve è ben conosciuta soprattutto nelle specie C. grandicorne e C. iceryae. La larva di 1ª età è immobile e si nutre a spese dell'emolinfa dell'ospite, quella di 2ª età è in grado di muoversi e si nutre a spese dell'emolinfa e del tessuto adiposo. La larva di 3ª età, infine, è anch'essa in grado di muoversi e a sviluppo completo ha interamente divorato i tessuti interni dell'ospite. La respirazione e la nutrizione sono subordinate alle caratteristiche morfoanatomiche nei tre stadi larvali: la respirazione è cuticolare fino alla prima fase della terza età, mentre alla fine l'aria viene prelevata dall'esterno per mezzo della fuoriuscita dei sifoni respiratori, che attraversano la cuticola dell'espite. La nutrizione avviene inizialmente per assorbimento cuticolare e solo nella terza età, con il completo sviluppo dell'apparato boccale e del tubo digerente, si svolge in modo ordinario.
L'impupamento ha luogo all'interno dell'ospite, ormai del tutto svuotato. Il ciclo è univoltino in C. grandicorne.

## Sistematica e filogenesi

### Sistematica
La storia della sistematica della famiglia si identifica con quella del genere Cryptochetum, che comprende quasi tutte le specie. Il genere fu descritto da Rondani (1875) sulla base della specie più rappresentativa, C. grandicorne. Rondani usò il nome Cryptochetum e, una sola volta, Cryptochoetum, ma storicamente ha trovato un impiego più diffuso la forma Cryptochaetum, proposta erroneamente da Williston nel 1896. Otto anni prima, lo stesso Williston (1888) definì la specie australiana Lestophonus iceryae, appena introdotta in California, insieme alla più celebre Rodolia cardinalis (Coleoptera: Coccinellidae), per combattere l'emergenza dell'Icerya purchasi. In seguito, Lestophonus fu ridotto a sinonimo di Cryptochaetum.
Per quasi 60 anni, il genere Cryptochaetum ha trovato collocazione sistematica in ben sei famiglie, secondo le classificazioni di vari Autori, solo in parte ritenute tassonomicamente o filogeneticamente affini. Il genere fu infatti classificato sia fra i Chloropidae sia fra i Milichiidae, oggi ritenute famiglie filogeneticamente affini, ma ha trovato collocazione anche in taxa più o meno distanti, come i Carnidae, i Chamaemyiidae, gli Agromyzidae e i Drosophilidae. Fu solo nel 1932, ad opera di Brues & Melander, che questo genere fu collocato in una famiglia propria, proposta con il nome di Cryptochaetidae. Hennig (1958), infine, propose il nome attualmente riconosciuto.
Prescindendo dalla definizione delle varie specie, le tappe fondamentali che hanno portato alla definizione della sistematica interna della famiglia, si riassumono con la suddivisione del genere Cryptochetum in quattro sottogeneri (Van Bruggen, 1960), Atriangulum, Cryptochetum, Lestophonus e Tritolestes, l'aggiunta del nuovo genere Phanerochaetum, comprendente una sola specie fossile (Hennig, 1965), e del nuovo genere Librella, comprendente una sola specie australiana (D.K. McAlpine, 1976.

### Filogenesi
Le relazioni filogenetiche della famiglia furono trattate con incertezze e controversie fra la fine degli anni cinquanta e la metà degli anni settanta da Hennig, Griffiths e D.K. McAlpine. Nell'arco di 15 anni, Hennig tentò in diversi lavori di mettere in relazione la famiglia con altri Acaliptrati, ma alla fine, nel 1973, assegnò ai Cryptochetidae una posizione incerta. Griffiths (1972) mise in stretta relazione i Cryptochetidae con i Lonchaeidae, includendo le due famiglie nella superfamiglia Lonchaeoidea. In proposito va precisato che la posizione di Griffiths differiva radicalmente da quella degli Autori che si sono occupati di filogenesi degli Schizophora che, in sostanza, hanno messo i Lonchaeidae in relazione con famiglie che attualmente si considerano nell'ambito del clade dei Tephritoidea. Colless & D.K. McAlpine (1970) includevano i Cryptochetidae nella superfamiglia Drosophiloidea, comprendendovi anche i Milichiidae e i Chloropidae. Una sostanziale conferma di questa collocazione, da parte di D.K. McAlpine, venne con la successiva definizione del genere Librella nel 1976. L'entomologo australiano definì anche la filogenesi interna della famiglia e giunse alla conclusione che il nuovo genere da lui descritto si collocava come linea primitiva rispetto al clade Cryptochetum+Phanerochaetum.
Nel Manual of Nearctic Diptera, J.F. McAlpine (1987, 1989) sviluppò un'accurata analisi della filogenesi dei Cryptochetidae, prendendo spunto, in particolare, dalle apomorfie definite da Hennig per il genere Cryptochetum e i successivi sviluppi derivati dall'inclusione del genere Librella. L'entomologo canadese, in sostanza, mette in dubbio la filogenesi interna dei Cryptochetidae definita dal suo collega australiano e, pur non disconoscendo la suddivisione tassonomica corrente, ipotizza che sia Librella sia Phanerochaetum andrebbero collocati nel clade degli Ephydroidea e messi in relazione con i Drosophilidae, mentre i Cryptochetidae sensu stricto si collocano nel clade dei Carnoidea. Escludendo Librella e Phanerochaetum, la famiglia dei Cryptochetidae, secondo J.F. McAlpine, ha una stretta relazione con i Chloropidae, con i quali formano una linea divergente dal clade dei Milichiidae:
|  | Milichiidae                                                    |
|  |                                                                |
|  | \| \| Chloropidae \| \| \| \| \| \| Cryptochetidae \| \| \| \| |
|  |                                                                |
|  | Chloropidae                                                    |
|  |                                                                |
|  | Cryptochetidae                                                 |
|  |                                                                |

|  | Chloropidae    |
|  |                |
|  | Cryptochetidae |
|  |                |

|  | Milichiidae                                                    |
|  |                                                                |
|  | \| \| Chloropidae \| \| \| \| \| \| Cryptochetidae \| \| \| \| |
|  |                                                                |
|  | Chloropidae                                                    |
|  |                                                                |
|  | Cryptochetidae                                                 |
|  |                                                                |

|  | Chloropidae    |
|  |                |
|  | Cryptochetidae |
|  |                |

|  | Milichiidae                                                    |
|  |                                                                |
|  | \| \| Chloropidae \| \| \| \| \| \| Cryptochetidae \| \| \| \| |
|  |                                                                |
|  | Chloropidae                                                    |
|  |                                                                |
|  | Cryptochetidae                                                 |
|  |                                                                |

|  | Chloropidae    |
|  |                |
|  | Cryptochetidae |
|  |                |

|  | Milichiidae                                                    |
|  |                                                                |
|  | \| \| Chloropidae \| \| \| \| \| \| Cryptochetidae \| \| \| \| |
|  |                                                                |
|  | Chloropidae                                                    |
|  |                                                                |
|  | Cryptochetidae                                                 |
|  |                                                                |

|  | Chloropidae    |
|  |                |
|  | Cryptochetidae |
|  |                |

Secondo una più recente analisi cladistica sviluppata da Buck (2006), i Chloropidae sono in stretta relazione con i Milichiidae e i Cryptochetidae si collocherebbero come clade primitivo rispetto alla linea Chloropidae+Milichiidae:
|  | \| \| Milichiidae \| \| \| \| \| \| Chloropidae \| \| \| \| |
|  |                                                             |
|  | Cryptochetidae                                              |
|  |                                                             |
|  | Milichiidae                                                 |
|  |                                                             |
|  | Chloropidae                                                 |
|  |                                                             |

|  | Milichiidae |
|  |             |
|  | Chloropidae |
|  |             |

### Specie
Malgrado i dubbi formulati da J.F. McAlpine, in merito all'effettiva posizione di Librella e Phanerochaetum, per l'assenza di elementi certi, sia il Manual of Nearctic Diptera sia il più recente Manual of Palaearctic Diptera citano questi generi nell'ambito della famiglia Cryptochetidae, adottando perciò un'interpretazione estesa del taxon. La stessa interpretazione è seguita da Evenhuis (1994) nel suo catalogo mondiale dei Ditteri fossili, da Pitkin (1996) nel Catalog of the Diptera of the Australasian and Oceanian Regions e, infine, da Evenhuis et al. nel BioSystematic Database of World Diptera.
Allo stato attuale, la famiglia comprende solo 33 specie viventi, di cui una nel genere Librella e le altre nel genere Cryptochetum:
- Cryptochetum Rondani, 1875 (=Lestophonus Williston, 1888, Cryptochaetum Williston, 1896). Sottogeneri: C. (Atriangulum), C. (Tritolestes)
  - C. acuticornutum (Yang & Yang, 1998)
  - C. medianum (Yang & Yang, 1998)
  - C. nonagintaseptem (Yang & Yang, 1998)
  - C. tianmuense Wu & Pan, 2001
  - C. (Atriangulum) brevicostatum Van Bruggen, 1960
  - C. (Atriangulum) capense Van Bruggen, 1960
  - C. (Cryptochetum) aenescens (Meijere, 1916)
  - C. (Cryptochetum) buccatum Hendel, 1933
  - C. (Cryptochetum) fastidiosum Bezzi, 1920
  - C. (Cryptochetum) grandicorne Rondani, 1875
  - C. (Cryptochetum) jorgepastori (Cadahia, 1984)[15]
  - C. (Cryptochetum) mineuri Séguy, 1953
  - C. (Cryptochetum) turanicum Nartshuk, 1979
  - C. (Cryptochetum) vayssierei Ghesquiere, 1950
  - C. (Lestophonus) brachycerum Thorpe, 1941
  - C. (Lestophonus) chalybeum (Meijere, 1916)
  - C. (Lestophonus) curtipenne Knaba, 1914
  - C. (Lestophonus) iceryae (Williston, 1888)
  - C. (Lestophonus) latimana Malloch, 1927
  - C. (Lestophonus) mixtum Bruggen, 1960
  - C. (Lestophonus) monophlebi (Skuse, 1889)
  - C. (Lestophonus) nipponense (Tokunaga, 1943)
  - C. (Lestophonus) oocerum Thorpe, 1941
  - C. (Lestophonus) pariceryae Thorpe, 1941
  - C. (Lestophonus) smaragdinum (Séguy, 1948)
  - C. (Lestophonus) tuberculatum Thorpe, 1941
  - C. (Lestophonus) utile Van Bruggen, 1960
  - C. (Tritoletes) aspidoprocti Ghesquiere, 1943
  - C. (Tritoletes) ghanii Steyskal, 1971
  - C. (Tritoletes) idiocerum Thorpe, 1941
  - C. (Tritoletes) melan Ghesquiere, 1943
  - C. (Tritoletes) striatum Thorpe, 1941
- Librella McAlpine, 1976
  - L. demetrius McAlpine, 1976

Come si è detto in precedenza, oltre ai due generi esistenti, nella famiglia è compreso anche il genere estinto Phanerochaetum Hennig, 1965. Vi è compresa la sola specie Phanerochaetum tuxeni Hennig, 1965, fossile ritrovato nell'ambra baltica e presente perciò in un periodo compreso fra l'Eocene e l'Oligocene.

## Distribuzione
Malgrado il ridotto numero di specie, la famiglia ha un'ampia distribuzione che si estende a tutte le regioni zoogeografiche della Terra. In realtà la presenza dei Cryptochetidae nel continente americano si deve all'introduzione artificiale del Cryptochetum iceryae alla fine dell'Ottocento. L'areale originario comprende perciò il vecchio continente e l'ecozona australasiana, con una distribuzione abbastanza uniforme nel Paleartico, nella regione afrotropicale e in quella orientale. Il sottogenere Cryptochetum è rappresentato prevalentemente in Asia, con distribuzione paleartica e orientale, Atriangulum e Tritolestes sono prevalentemente afrotropicali, Lestophonus è il sottogenere con la più ampia distribuzione, comprendendo tutte le ecozone, ma con una maggiore biodiversità in quella afrotropicale e in quella orientale. Librella, infine, è un endemismo esclusivo dell'Australia.
In Europa sono presenti solo tre specie, tutte appartenenti al sottogenere Cryptochetum: C. buccatum, C. grandicorne e C. jorgepastori. Di queste, solo C. grandicorne è presente anche in Italia, segnalato al nord, nella penisola e in Sicilia.

## Importanza: utilità e dannosità
Le larve dei Cryptochetidae sono associate ai Rincoti Omotteri della famiglia Margarodidae, sottofamiglia Monophlebinae, in un rapporto trofico di parassitoidismo endofago. Come antagonista naturale di insetti fitomizi potenzialmente dannosi in agricoltura, la generalità dei Cryptochetidae si può pertanto considerare utile. In letteratura è tuttavia citata la molestia recata dagli adulti di Cryptochetum nipponense in Giappone e Cryptochetum smaragdinum in Siberia, a causa del comportamento simile a quello dei cloropidi dei generi Siphunculina, Liohippelates e Hippelates, noti in inglese con il nome comune di eye gnats o eye flies: questi insetti tendono infatti a posarsi facilmente sugli occhi degli animali domestici e dell'uomo, in quanto attratti dal secreto dell'apparato lacrimale.
Da un punto di vista pratico e storico, l'utilità dei Cryptochetidae si concretizza però nel caso della sola specie Cryptochemus iceryae, essendo le altre associate a cocciniglie di irrilevante interesse economico. C. iceryae, di origine australiana, è associata alla cocciniglia cotonosa solcata degli agrumi ed è stata impiegata nel primo vero e proprio caso di lotta biologica alla fine del XIX secolo in California. Nella seconda metà dell'Ottocento, l'agrumicoltura di questa regione fu seriamente minacciata dall'introduzione accidentale della cocciniglia australiana e nel 1886 Koebele, per conto del Federal Entomological Service dell'USDA, inviò dall'Australia alcune migliaia di esemplari di cocciniglia attaccati dal dittero, oltre ad alcune centinaia di adulti del coleottero Rodolia cardinalis. Sia il coleottero sia il dittero furono allevati in massa e impiegati in un massiccio programma di lotta biologica che nell'arco di pochi anni ridimensionò l'emergenza fitosanitaria. In seguito si è constatato che il ruolo di antagonista principale è stato svolto dal coleottero predatore, mentre il Cryptochetum ha ricoperto un ruolo complementare. Dalla California, il dittero è stato successivamente introdotto anche nella regione neotropicale, nelle Isole Hawaii e in Africa.